# Deinopa flavida
Deinopa flavida là một loài bướm đêm trong họ Erebidae.